# كمال عباس
كمال عباس (1954- ) هو المنسق العام الحالي لمركز الخدمات النقابية والعمالية (دار الخدمات النقابية والعمالية)، وهي جماعة ناشطة للنقابات المستقلة في مصر، شارك في نشاطها أكثر من 20 عاماً، وكان ناشطاً في دعم ثورة 25 يناير وبعدها، يؤكِد نهجه على المظاهرات السلمية؛ للمطالبة بتحسين الأجور وأوضاع العمل ، وقد كان من المرشحين لتولي وزارة القوى العاملة في حكومة حازم الببلاوي.